# Nello Nuno
Nello Nuno de Moura Rangel (Viçosa, 1939 — Belo Horizonte, 2 de junho de 1975), mais conhecido como Nello Nuno, foi um pintor e desenhista brasileiro.
É considerado uma "lenda das artes de Minas Gerais" e precursor da pintura neo-expressionista dos anos 80.
Seu estilo influenciou diversos artistas como Fernando Lucchesi, Jorge dos Anjos e Gélcio Fortes.

## Vida
Durante a adolescência em Viçosa, passou a desenvolver sua pintura influenciado pela mãe, Dona Udalga, que também pintava.
Mudou-se para Belo Horizonte com a família, onde seu pai foi professor da Faculdade de Medicina da UFMG. Nesse período, conviveu com artistas que o influenciariam como Álvaro Apocalypse, Terezinha Veloso, Jarbas Juarez, Eduardo de Paula e Chanina.
Casou com a artista Annamélia (Anna Amélia Lopes de Oliveira) e, após um período entre Lagoa Santa e Belo Horizonte, o casal acabou mudando-se, em 1965, para Ouro Preto com dois filhos pequenos quando, na verdade, passaria apenas um fim de semana com os amigos Álvaro Apocalypse e Haroldo Mattos.
Em Ouro Preto, viveu da sua arte e marcou a cena artística após o período influenciado por Guignard.
Jutamente com a esposa, fundou uma escola de artes que, em seguida, foi absorvida pela então criada Fundação de Arte de Ouro Preto (FAOP).
Durante o período da ditatura militar, abrigou diversas pessoas perseguidas pelo regime.
Sua vida é marcada por histórias, uma inclusive sobre a sua morte. Em um momento marcada por muito prestígio na carreira, faleceu, segundo algumas versões,  por botulismo após ter consumido um patê durante uma noitada regada a vinho com amigos – entre eles o escultor Amilcar de Castro, em Lagoa Santa. Outros asseguram  que ele teria tido meningite.
Nello Nuno também foi professor da Escola Guignard da Universidade do Estado de Minas Gerais, da Fundação de Arte de Ouro Preto (FAOP) e da Escola de Belas-Artes da Universidade Federal de Minas Gerais.

## Estilo e recepção crítica
Nello Nuno produziu pinturas, desenhos, aquarelas, ilustrações, colagens e poemas.
A exposição de suas obras ficou concentrada praticamente em Minas Gerais.
O jornalista mineiro Walter Sebastião define a obra de Nello Nuno como "arrojada, múltipla, lírica e plasticamente poderosa", influenciada especialmente pela personalidade do autodidata de jeito "brincalhão, afetuoso, boêmio e solidário".
Para o jornalista, escritor e crítico de arte Márcio Sampaio, o fato de Nello Nuno ter vivido em Ouro Preto teria marcado sua obra pelo trânsito de informações, diálogo com artistas e críticos de outros centros. Sua obra teria despontado pela inteligência plástica, defesa da liberdade criativa, uso das cores fortes, bom humor, atualização e multiplicidade de formas e linguagens.
Suas obras estão expostas em acervos públicos como o Centro Cultural da UFMG, Museu Mineiro, BDMG Cultural, Aeroporto de Confins e Pinacoteca da Universidade Federal de Viçosa.
As produções mais conhecidas são Beijagira (mistura de beija-flor e girassol), Surubicha (um "peixe-bicha"), cuja criação deu-se por influência do amigo escritor Murilo Rubião.
Foi premiado no XX Salão Mineiro de Belas Artes, Museu de Arte da Pampulha, Belo Horizonte (1965); Salão de Arte Moderna do Distrito Federal (1965); Salão Paulista (1966); V Salão Nacional de Artes Plásticas de Belo Horizonte, Museu de Arte da Pampulha (1973); e Salão da Caixa Econômica do Estado de Goiás (1974).
A carreira do artista foi celebrada com exposições como a realizada em ocasião de 25 anos da morte do artista no Palácio das Artes, em Belo Horizonte.
Em Ouro Preto, uma galeria da FAOP recebeu o nome do artista.
Em Viçosa e Belo Horizonte, premiações direcionadas às artes plásticas também têm o mesmo antropônimo.

## Exposições

### Coletivas
- Galeria do ICBEU, Rio Grande do Sul (1966);
- Copacabana Palace, Rio de Janeiro (1966);
- Galeria Atrium, São Paulo (1966);
- AMAP, Curitiba (1968);
- Galeria Guignard,  Belo Horizonte (1968);
- Reitoria da UFMG,  Belo Horizonte (1968);
- AIB, Belo Horizonte (1968-1971);
- Galeria Catu, Rio de Janeiro (1969);
- Aliança Francesa, Belo Horizonte (1970);
- Galeria AMI, Belo Horizonte (1971-1975);
- Museu da Moeda, Ouro Preto (1974);
- Mostra Formação da Arte Contemporânea em Belo Horizonte, MAP (1997).

### Individuais
- Montevidéu (1963);
- Galeria da AMAP (1963);
- Galeria Grupiara, Belo Horizonte (1965);
- Galeria Pilão, Ouro Preto (1966);
- Bar e Galeria Chez Bastião, Belo Horizonte (1967, 1970 e 1971);
- AIB, Belo Horizonte (1969);
- Real Galeria, Rio de Janeiro (1972);
- Galeria Guignard (1972);
- Galeria Arte Livro, Belo Horizonte (1973);
- Galeria AMI (1974).

### Póstumas
- Exposição Nello Nuno-Annamélia, Galeria Guignard, Belo Horizonte (1976)[carece de fontes?]
- Palácio das Artes, Belo Horizonte (1980)[carece de fontes?]
- Os Verdes de Nello Nuno, com curadoria de José Alberto Nemer, em Belo Horizonte (1994[2]
- Nello Nuno - 10 anos depois, Espaço Cultural da Cemig, Belo Horizonte (1985)[carece de fontes?]
- Semana de Arte Nello Nuno-Annamélia, em comemoração aos 30 anos da Fundação de Arte de Ouro Preto (1998][carece de fontes?]
- Nello Nuno - a poética do cotidiano, exposição em memória aos 25 anos da morte de Nello Nuno, Palácio das Artes, Belo Horizonte (2000)[1]